# Ligne de Berlin à Szczecin
La ligne de Berlin à Szczecin est une ligne ferroviaire transfrontalière entre la capitale allemande et la ville de Szczecin située sur la mer Baltique et chef-lieu du Voïvodie de Poméranie occidentale en Pologne. Les gares intermédiaires incluent Angermünde et Eberswalde et la longueur totale de la ligne fait 134,5 km.
La gare a été construite entre 1842 et 1843 dans ce qui était à l'époque le Royaume de Prusse. Szczecin était à l'époque la ville prussienne de Stettin, c'est pourquoi la ligne est traditionnellement connue pour les Allemands comme la Stettiner Bahn.